# Gobernador general de las Indias Orientales Neerlandesas
El Gobernador General de las Indias Orientales Neerlandesas (Gouverneur-generaal van Nederlands-Indië) era el máximo representante de los Países Bajos en las Indias Orientales Neerlandesas entre 1610 y el reconocimiento neerlandés de la independencia de Indonesia en 1949.
Los primeros gobernadores generales fueron nombrados por la Compañía Holandesa de las Indias Orientales (Vereenigde Oostindische Compagnie, o VOC). Después de que la VOC fuese disuelta oficialmente en 1800, las posesiones territoriales de la VOC fueron nacionalizadas por el  Gobierno neerlandés como las Indias Orientales Neerlandesas, una colonia de los Países Bajos. Los gobernadores generales fueron designados por el Gobierno neerlandés.
Bajo el período de control británico (1811-16), la posición equivalente era la de Teniente Gobernador (Lieutenant-Governor), de los que el más notable fue Thomas Stamford Raffles. Entre 1942 y 1945, mientras Hubertus Johannes van Mook era el Gobernador General nominal, la zona estaba bajo control japonés, y fue gobernada por dos gobernadores, en Java y Sumatra. Después de 1948 en las negociaciones para la independencia, la posición era la de Alto Comisionado de la Corona en las Indias Orientales Neerlandesas (High Commissioner of the Crown in the Dutch East Indies).

## Lista de Gobernadores Generales

### Compañía Holandesa de las Indias Orientales
- 1610-1614: Pieter Both
- 1614-1615: Gerard Reynst
- 1615-1619: Laurens Reael
- 1619-1623: Jan Pieterszoon Coen
- 1623-1627: Pieter de Carpentier
- 1627-1629: Jan Pieterszoon Coen
- 1629-1632: Jacques Specx
- 1632-1636: Hendrik Brouwer
- 1636-1645: Anthony van Diemen
- 1645-1650: Cornelis van der Lijn
- 1650-1653: Carel Reyniersz
- 1653-1678: Joan Maetsuycker
- 1678-1681: Rijckloff van Goens
- 1681-1684: Cornelis Speelman
- 1684-1691: Johannes Camphuys
- 1691-1704: Willem van Outhoorn
- 1704-1709: Joan van Hoorn
- 1709-1713: Abraham van Riebeeck
- 1713-1718: Christoffel van Swol
- 1718-1725: Hendrick Zwaardecroon
- 1725-1729: Mattheus de Haan
- 1729-1732: Diederik Durven
- 1732-1735: Dirk van Cloon
- 1735-1737: Abraham Patras
- 1737-1741: Adriaan Valckenier
- 1741-1743: Johannes Thedens

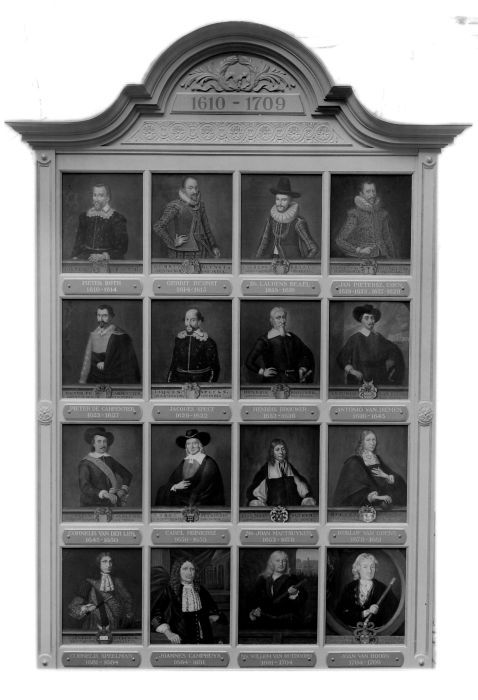
Gobernadores Generales de las Indias Orientales Neerlandesas (1610–1709).

- 1743-1750: Gustaaf Willem baron van Imhoff
- 1750-1761: Jacob Mossel
- 1761-1775: Petrus Albertus van der Parra
- 1775-1777: Jeremias van Riemsdijk
- 1777-1780: Reinier de Klerk
- 1780-1796: Willem Arnold Alting

### Indias Orientales Neerlandesas

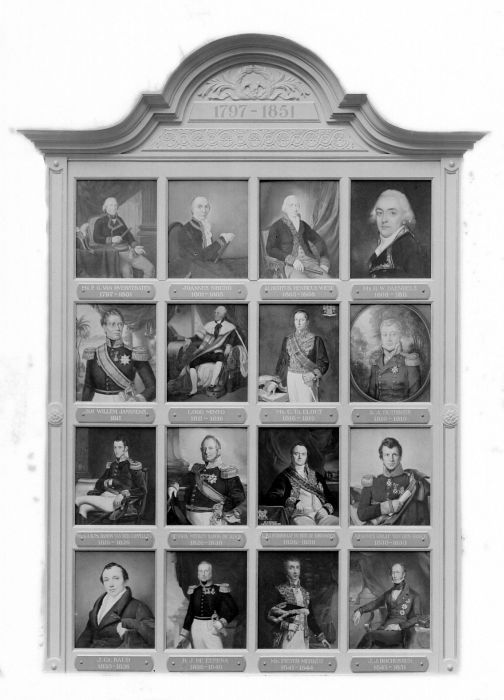
Gobernadores Generales de las Indias Orientales Neerlandesas (1797–1851).

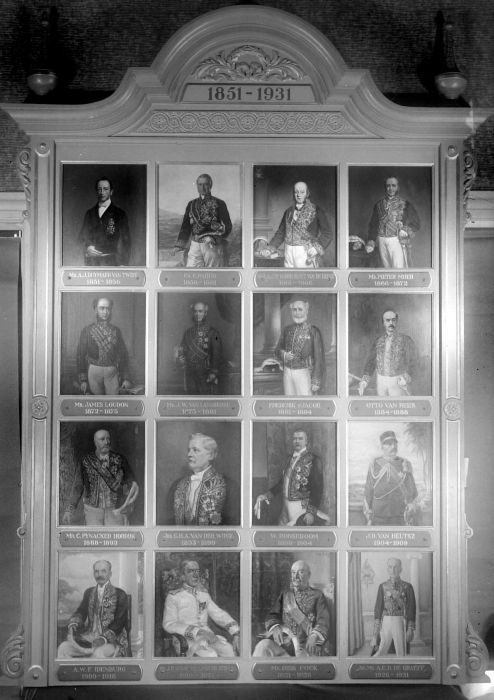
Gobernadores Generales de las Indias Orientales Neerlandesas (1851–1931).

- 1796-1801: Pieter Gerardus van Overstraten
- 1801-1805: Johannes Siberg
- 1805-1808: Albertus Henricus Wiese
- 1808-1811: Herman Willem Daendels
- 1811-1811: Jan Willem Janssens
- 1811-1816: Bajo gobierno británico
  - 1811: Gilbert Elliot-Murray-Kynynmound, 1st Earl of Minto
  - 1811-1816: Thomas Stamford Raffles
  - 1816: John Fendall
- 1816-1826: G.A.G.Ph. Baron van der Capellen
- 1826-1830: L.P.J. Burggraaf du Bus de Gisignies / Hendrik Merkus de Kock
- 1830-1833: Johannes van den Bosch
- 1833-1836: Jean Chrétien Baud
- 1836-1840: Dominique Jacques de Eerens
- 1840-1841: Carel Sirardus Willem van Hogendorp
- 1841-1844: Pieter Merkus
- 1844-1845: J.C. Reijnst
- 1845-1851: Jan Jacob Rochussen
- 1851-1856: Albertus Jacobus Duymaer van Twist
- 1856-1861: Charles Ferdinand Pahud
- 1861-1866: Ludolph Anne Jan Wilt Sloet van de Beele
- 1866-1872: Pieter Mijer
- 1872-1875: James Loudon
- 1875-1881: Johan Wilhelm van Lansberge
- 1881-1884: Freserik s'Jacob
- 1884-1888: Otto van Rees
- 1888-1893: Cornelis Pijnacker Hordijk
- 1893-1899: Carel Herman Aart van Wijck
- 1899-1904: Willem Rooseboom
- 1904-1909: Johannes Benedictus van Heutsz
- 1909-1916: Alexander Willem Frederik Idenburg
- 1916-1921: Johan Paul van Limburg Stirum
- 1921-1926: Dirk Fock
- 1926-1931: Andries Cornelis Dirk de Graeff
- 1931-1936: Bonifacius Cornelis de Jonge
- 1936-1942: Alidius Warmoldus Lambertus Tjarda van Starkenborgh Stachouwer
- 1942-1948: Hubertus Johannes van Mook
- 1942-1945: Bajo control japonés
  - Gobernadores militares de Java:
    - Marzo  - noviembre de 1942: Hitoshi Imamura
    - Noviembre  de 1942 - noviembre de 1944: Kumashaki Harada
    - Noviembre de 1944 - septiembre de 1945: Shigeichi Yamamoto

  - Gobernadores militares de Sumatra:
    - Marzo - julio de 1942: Tomoyuki Yamashita (The Tiger of Malaya)
    - Julio de 1942 - abril de 1943: Yaheita Saito
    - Abril de 1942 - agosto de 1945: Moritake Tanabe (The butcher of Nanking)
- 1948-1949: Louis Beel (high commissioner)
- 1949: A.H.J. Lovink (high commissioner)